# Bruno (Italia)
Bruno (Brun in piemontese, [bryɲ] o [brɛɲ]) è un comune italiano di 302 abitanti della provincia di Asti in Piemonte. Di questo borgo venne infeudata col titolo di marchese la famiglia Faà di Bruno.

## Geografia fisica

### Territorio
Con una superficie di 8,9 km² e un'altitudine massima, sul bricco davanti al cimitero, di 234 metri, il territorio di Bruno si può dividere in due parti: la parte collinare che lo collega a Mombaruzzo dove sorge il borgo antico e l'altra che sorge sulla pianura del Belbo. La vegetazione oltre a essere l'immagine della fertilità del terreno, è anche il risultato dell'opera dell'uomo nel corso dei secoli.
Secondo alcuni studi il territorio di Bruno era un tempo ricoperto da querce e abeti, sostituiti poi dalle faggete che oggi ricoprono gran parte dei boschi. Con lo spopolamento delle campagne le coltivazioni si sono concentrate nelle zone più fertili come le pianure alla base del Belbo e sulle colline dove si coltiva la vite che produce vini di pregio, dal barbera al moscato.
Boschi di castagne, querce e acacie ricoprono il resto delle colline, le pianure invece sono coltivate a mais, grano e foraggio con alcune piantagioni di pioppi.
Tra i corsi d'acqua che interessano Bruno troviamo il Belbo a nord, il Ghisone a est, la Gherlobbia e il Rio a sud-ovest. Il Rio nasce dalle Rocche, agglomerati di argilla e sabbia che formano nel terreno fenditure scoscese che si modificano negli anni con il passaggio dell'acqua, la naturale pendenza del terreno convoglie le acque piovane verso Alessandria.
Dal punto di vista geologico coesistono due formazioni tipiche dell'astigiano:
- La Astiana, caratterizzata da argilla azzurina e sabbia giallastra, emerse dal mare circa cinque milioni di anni fa.
- La Villafranchiana, costituita da argilla, sabbia giallastra e ghiaia con presenza di numerosi fossili risalenti a due milioni di anni fa.

Situato nell'area centrale Torino-Milano-Genova Bruno è facilmente raggiungibile tramite l'importante snodo autostradale e ferroviario di Alessandria.

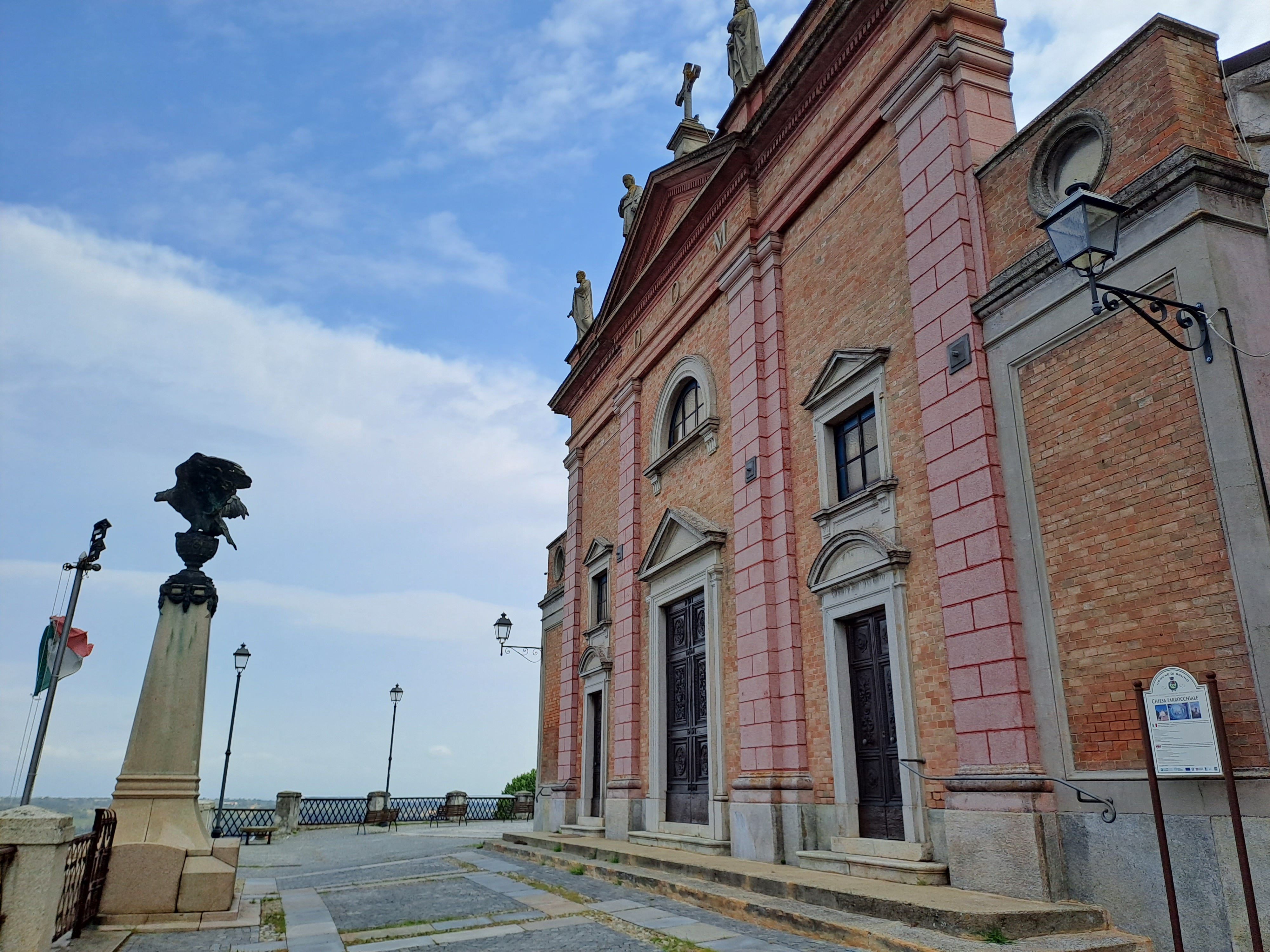
Facciata della chiesa parrocchiale di Bruno

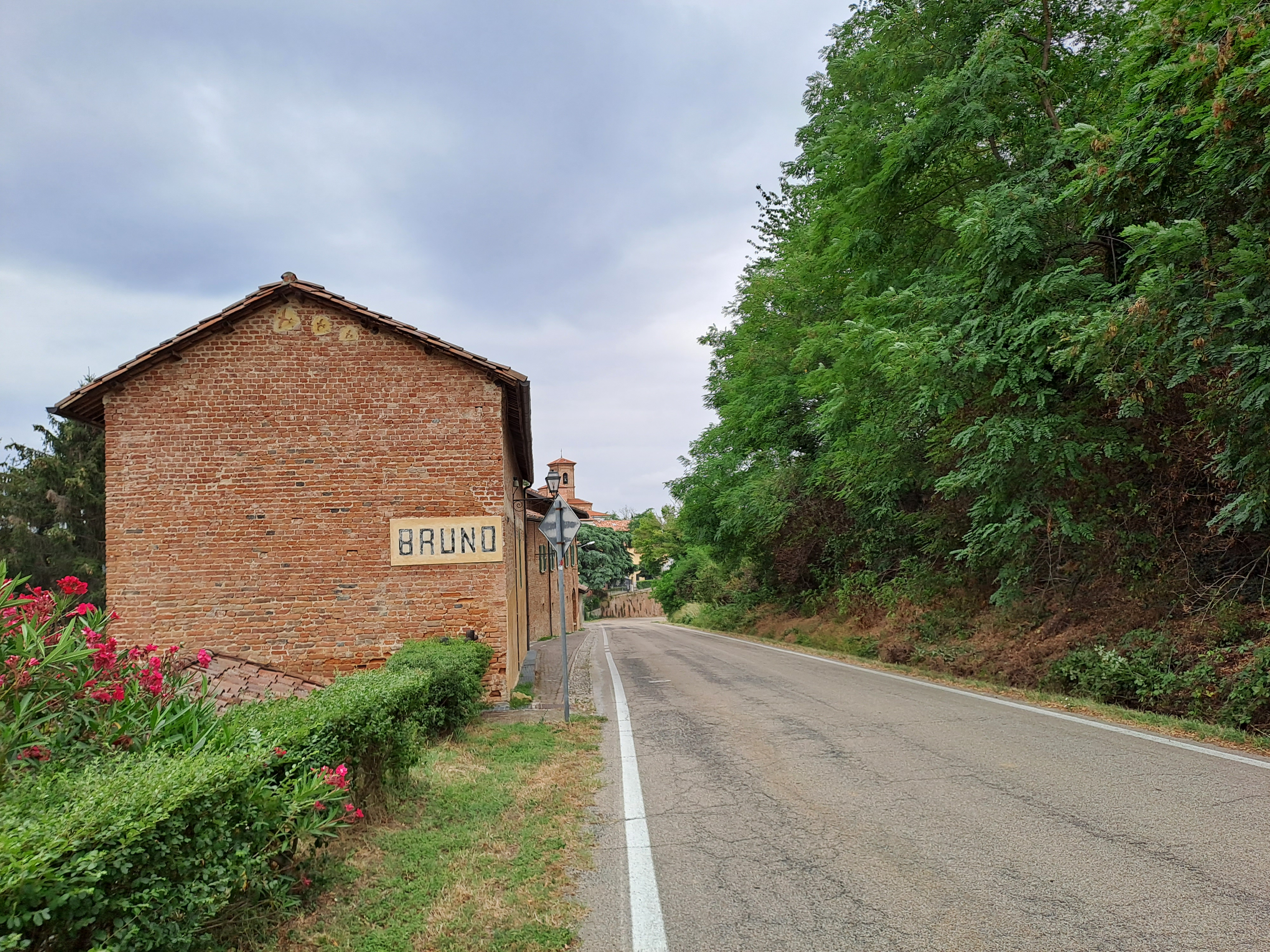
Ingresso in Bruno dalla strada proveniente da Mombaruzzo

## Storia
Le prime testimonianze di un centro abitato a Bruno risalgono all'età del bronzo (I millennio a.C.), come testimoniano i due vasi cinerari ritrovati in località Breia. Non ci sono dati certi sulla fondazione del paese ma le ricerche più accreditate fanno derivare l'origine del nome dalle parole in lingua celtica Brigo-dunum, cioè colle della fortezza, castello. In effetti ci sono testimonianze di un possibile insediamento dei Celti nel Monferrato intorno al IV sec. a.C., si suppone che questi venissero dal centro Europa in cerca di terre e vino. Rimangono poche le testimonianze di epoca romana, ma pare che Bruno si trovasse su una strada romana secondaria del III sec. a.C.
I Longobardi lasciano come unica testimonianza i nomi dei corsi d'acqua passanti vicino a Bruno, Gherlobbia (recinto dell'ovile), Ghisone (proprietà di Wiso). Nel X secolo si stabiliscono sulle colline alcuni insediamenti di Saraceni provenienti dalla Francia. Il nome odierno Bruno nasce intorno all'anno mille.

### Gli Aleramici (967-1305)
La storia del Monferrato incomincia con la dinastia aleramica, si assume come primo atto la donazione fatta dall'imperatore Ottone I al marchese Aleramo di sedici grandi aziende agrarie nelle zone del Tanaro e dell'Orba. Aleramo e suoi discendenti dovettero conquistarsi uno spazio in mezzo ai grandi comuni della zona (Alessandria,Vercelli, Asti). È questo il periodo in cui Ottone I, in seguito a varie vittorie contro gli Ungari, gli Slavi e i Duchi di Germania, restaura il Sacro Romano Impero Germanico, proclamandosi imperatore. Imponendo la politica dei vescovi-conti anche in Italia provoca il risentimento dei grandi signori laici che si ribellerano ai suoi discendenti Ottone II, Ottone III ed Enrico II. Nel 1002 verrà eletto Arduino D'Ivrea che verrà però deposto già nel 1014 per poi morire nel 1015, Bruno all'epoca si poteva già dire una presenza importante dell'ambiente medievale piemontese. Come abbiamo già accenato il nucleo di Bruno nasce intorno all'anno mille, come risulta dal diploma di Enrico II, il castello e altri possedimenti erano già in possesso dell'abbazia di Fruttuaria, donata dal conte Girardo. I monaci di tale abbazia erano noti come architetti e costruttori e il loro dominio sulla zona si limitava alla riscossione delle rendite fondiarie.
Nel 1164 Barbarossa sottomise Bruno al marchese del Monferrato Guglielmo il Vecchio, suo alleato nella lotta contro i comuni e il papato. Federico di Svevia ricostituisce l'impero e dal 1154 scende in Italia ripetutamente per imporre ai comuni e ai feudatari i diritti imperiali e nel 1162, in seguito alla distruzione di Crema e Milano, viene scomunicato da papa Alessandro III, in seguito a vari scontri tra papato, comuni e impero si giunge infine nel 1183 alla pace di Costanza.
Il castello passò nel 1202 alla famiglia Carena, feudataria di Lanerio (Nizza Monferrato), città con la quale fece parte del Consortile di Acquosana. Nel 1224 Bruno (oltre ad altre terre) venne ceduto dal marchese del Monferrato Guglielmo VI all'imperatore Federico II come pegno a garanzia di un prestito di 9 000 marchi d'argento necessari per finanziare una crociata. Però risulta anche che nel 1265 Bruno fosse ancora un possedimento dell'abbazia di Fruttuaria, quindi le fonti sono contraddittorie. Nel 1240 Federico II infeudò Bruno ai marchesi di Occimiano, diritto mai esercitato.
Nel 1247 Bruno insieme con altri comuni firmò una convenzione per regolare i Bandi Campestri, multe contro quei forestieri che avessero danneggiato i boschi comuni al di là della zona detta Cervino che probabilmente segnava i confini di Bruno.

### I Paleologhi (1306-1533)
Temprati dalle battaglie contro l'Impero e i grandi feudatari, tra il 1200 e il 1300, molti comuni diventano statuti locali creando dei mercati autonomi, questo porterà allo sviluppo di una nuova classe dominante, il mercante-banchiere, primo modello della futura borghesia. Con la crescita economica si diffonde l'arte e la cultura, si creano le prime università e un nuovo costume.
L'Umanesimo viene introdotto nel Monferrato a partire dalla prima metà del '400 da Guglielmo VIII Paleologo, che pone la sua corte a Casale, che circonda di artisti e letterati, rendendola prima capitale dello stato Monferrato. Con il Po a nord e gli Appenini a sud il Monferrato si troverà stretto in una morsa mortale tra i Savoia, l'Acaia, lo Stato di Milano e Alessandria, costretto a difendere costantemente i suoi confini. Quando si parla di comuni medievali bisogna fare distinzione tra comuni autonomi e comuni soggetti ad autorità intermedia, nel nostro caso il Marchese del Monferrato, che poteva infeudare a sua volta dei vassalli come per esempio i Faà.
Le altre istituzioni presenti a Bruno erano i Consoli, capi del consiglio comunale sostituiti intorno al 1700 dal sindaco, e il Castellano, amministratore della giustizia sostituito in seguito dal Podestà che veniva nominato direttamente dal feudatario e risiedeva nel comune.
Nel 1305 muore senza discendenza maschile il Marchese del Monferrato Giovanni I il Giusto, il marchesato passa quindi a una delle sorelle del defunto, Violante, moglie dell'Imperatore di Bisanzio Andronico II Paleologo. Nel 1306 Teodoro I, in qualità di erede del Marchesato del Monferrato, manda una lettera ai vassalli e ai comuni dipendenti per comunicare il suo arrivo da Costantinopoli per prendere possesso dei territori del Marchesato, tra questi viene menzionato Castellano e comuni Bruguni. Nel 1328 i Guelfi astigiani, guidati dalla famiglia Solero, assalirono le forze ghibelline barricate nel castello di Bruno e, dopo la vittoria, lo distrussero parzialmente. Nel 1338 il castello e tutto il territorio saranno affidati come vassallaggio da Teodoro I a Guglielmo Scarampi, di famiglia nobile astigiana e dotto scrittore. Nel 1355, l'imperatore Carlo IV di Lussemburgo nomina il marchese Giovanni II suo vicario nel Monferrato e gli conferma tutti i territori ereditati, tra cui Bruno; in questo periodo Bruno verrà colpito da numerose calamità: nel 1364 un terremoto, pochi anni dopo un'invasione di locuste che distruggerà i raccolti e nel 1370 un'epidemia di peste oltre a quella più famosa del 1348.
Nel 1430 Bruno avrebbe dovuto essere annesso al Marchesato di Incisa, ma in seguito ad alcuni disordini gli Scarampi saranno riconfermati più volte come feudatari di Bruno.
Sono eventi rilevanti anche le continue liti tra Bruno, Mombaruzzo e Cassine per i confini dei Boschi delle Sorti,o principalmente tra i Faà e gli abitanti che reclamavano il diritto al sorteggio, privilegio dato solo ai Particolari ( le famiglie storiche), casta a cui era quasi impossibile essere ammessi; questo elemento potrebbe aver contribuito a mantenere solida la cultura e l'identità brunese.

### I Gonzaga (1536-1708)
Si può affermare tranquillamente che di sicuro " la storia non passò per Bruno ", a Bruno nel periodo del marchesato dei Faà oltre all'epidemia di peste del 1631 non ci fu alcun evento eclatante ma con l'arrivo dell'umanesimo e il periodo del Rinascimento anche Bruno cambiò lentamente, urbanizzandosi e avvicinandosi all'età moderna. Durante il XVII secolo il Monferrato diventa il campo di battaglia di Francia e Spagna, cosa che si ripercuote enormemente sulle classi più deboli iniziando un periodo di carestia che durerà fino al '700. Il ramo francese dei Gonzaga prese il controllo del Marchesato del Monferrato intorno al 1627, facendo affidamento sulla Francia di Richelieu e del Re Sole, ma nonostante l'impegno perdurato per tutto il '600 e gli inizi del '700 i Gonzaga non riusciranno a conservare il Monferrato che sarà perduto nel 1708.
Gli antichi documenti dell'archivio storico del comune , risalenti alla fine del 1500, testimoniano dell'esistenza di un consiglio comunale di 6 membri "originari" e 6 membri "aggiunti", sotto il controllo del podestà e dei consoli. Oltre al notaio, al maestro, al camparo e al medico, già presenti dal '500, dopo gli anni disperati della peste della prima metà del '600, verranno aggiunti tutti i servizi necessari al paese: il becchino, i gabellieri del sale, il fabbro (anche veterinario), il barbiere (che era anche una specie di chirurgo) e il podestà, nominato dal feudatario. Un paese, che dopo la peste contava ormai qualche centinaio di abitanti, per avere tali servizi doveva avere un notevole reddito. Infatti, oltre ai guadagni dei campi, Bruno disponeva dei Boschi delle Sorti che fornivano legname da costruzione e da ardere e di una notevole rendita proveniente dai titoli pubblici presso il Banco di San Giorgio di Genova. La rendita però non basterà per coprire le spese provocate dalle peste e dalle guerre del '600, quindi il consiglio comunale deciderà di vendere i titoli pubblici nel 1719 per estinguere un mutuo aperto nel 1636. Il periodo della peste del 1630 rimane comunque il più drammatico nella storia del marchesato che verrà attraversato da guerre, epidemie e saccheggi;  le guerre nel marchesato si protrarranno per molto tempo. I Gonzaga governavano il Monferrato in modo vessatorio, riempiendo i cittadini di tasse e opprimendo le libertà comunali; questo era dovuto alle ingenti spese di stato a cui erano sottoposti. Nel 1655 il consiglio comunale è costretto ad imporre una tassa straordinaria per pagare i debiti contratti per il mantenimento dei soldati, tassa che probabilmente ha avuto comunque una sua efficacia vista la presenza di documenti risalenti alla fine del '500, segno che erano stati evitati o limitati i saccheggi e quindi le distruzioni degli archivi. In generale, le disponibilità economiche della comunità di Bruno non dovevano essere esigue visto che durante tutto il corso del secolo è stata capace di pagare tutte le tasse e i contributi richiesti.

### I Faà
Secondo la leggenda i Faà giunsero in Italia dall'Inghilterra nel VII secolo al seguito di San Colombano che operò in Lombardia, dove fondò l'abbazia di Bobbio. Si può più realisticamente ipotizzare che abbiano origini locali, Faà deriverebbe dalla forma dialettale fea che significa pecora, o anzi che abbiano origini celto-galliche, dove fea significa fata ( a dimostrazione di questo c'è anche il fatto che il simbolo araldico della famiglia è proprio una fata ). Nel 1357, primo dato certo, troviamo Giovanni Battista Faà, notaio di Fontanile da cui si può presuppore abbia origine il casato. Nel 1570 Giovanni Matteo Faà, detto Horatio, acquista il castello e due terzi del feudo da Cesare Scarampi; successivamente, nel 1580, acquista il resto del feudo. Nel 1585 inizia la prima lite tra la Comunità di Bruno e i Faà; la comunità invia una supplica, probabilmente a Guglielmo Gonzaga, per impedire che Horatio Faà ottenesse la prerogativa della caccia nel feudo; probabilmente le suppliche furono ascoltate dai Gonzaga perché nelle prerogative dei marchesi nel 1604, non rientra quella della caccia. Un altro episodio problematico per la comunità fu il matrimonio tra Ferdinando Gonzaga, duca di Mantova, e Camilla Ardizzina Faà. Le nozze furono celebrate nel 1616 e come regalo di nozze il duca fece affrescare le stanze del piano nobile del castello da pittori manieristi ispiratisi alla corte di Mantova. Inoltre il duca regalò a Camilla anche il Marchesato di Mombaruzzo. Camilla fu poi ripudiata e costretta a ritirarsi nel monastero del Corpus Domini di Ferrara dove morì nel 1662. Un episodio ancora più eclatante fu l'assalto al castello di Bergamasco da parte del famigerato Ortensio Faà, parroco di Carentino, compiuto il giorno di Pasqua del 1686 e conosciuto con il Nome di Eccidio di Bergamasco; l'abate riuscì a scappare, mentre l'unico a pagarne le conseguenze fu il giovane marchese di Bruno Ferdinando che venne arrestato, torturato e condannato, inizialmente gli vennero confiscati anche i beni che furono poi restituiti in virtù delle pressioni fatte dai familiari al duca di Mantova.

### I Savoia, primo periodo (1708-1796)
Il '700 si apre con la guerra di Successione spagnola che termina con i trattati di Utrecht e Rastadt, il primo di questi porterà al passaggio del Marchesato del Monferrato dai Gonzaga ai Savoia. Per tutto il secolo si succedettero vari conflitti in cui il Piemonte rimase spesso coinvolto, nonostante ciò il '700 fu un secolo di espansione, di sviluppo economico, di riforme e di rinascita culturale. Nella prima metà del secolo furono due gli eventi significativi per Bruno: la stesura del Catasto e l'emissione dei Bandi Campestri.
- Il Catasto fu una riforma importante della amministrazione brunese perché era il primo documento  a descrivere  in modo sistematico il territorio brunese che risultava suddiviso in 43 regioni e confinante con i paesi vicini di Mombaruzzo, Castelnuovo, Bergamasco e Carentino. Risulta inoltre che circa un terzo del paese fosse posseduto da cinque grossi proprietari terrieri: il marchese, gli Scofone, gli Scarampi, la parrocchia e la mensa vescovile di Alba. La superficie del territorio era pressoché identica a quella odierna.
- Una prima stesura dei Bandi Campestri risale al 1740; per convincere il Marchese Carlo a concedere alla comunità la possibilità di stabilire e riscuotere le multe dei bandi, il comune si impegnò a pagargli una tassa annuale di 32 lire, 13 soldi e 4 denari oltre alla cessione di alcune proprietà. I bandi adottati sono quelli di Cartosio, modificati e suddivisi in 121 articoli.

Le fonti di sostentamento della comunità erano quasi esclusivamente l'agricoltura e l'allevamento,  tra le coltivazioni principali troviamo quelle di cereali (frumento, segale, orzo, farro, ecc.), legumi (ravizzoni, ceci, lupini, fagioli, ecc.), alberi da frutto (peri, fichi, noci, castagni, ecc.), e zafferano. Naturalmente erano diffusi i vigneti, dove si coltivavano uve di pregio come il moscatello, la malvasia, l'aleatico e il cortese, anche se la presenza di boschi permetteva una produzione annuale complessiva di sole 1000 brente di vino. La comunità poteva fare affidamento su una novantina di vacche accompagnate da 40 vitelli, che fornivano il latte necessario per l'epoca; il lavoro nei campi e i trasporti erano assicurati da 70 buoi e 100 asini, oltre a questi si allevavano capponi, galline, oche e anatre.

### Periodo francese (1796-1814)
Negli ultimi decenni del diciottesimo secolo gli eventi principali sono: la rivoluzione industriale, che cambierà significativamente il mondo dal punto di vista tecnologico, e le due grandi rivoluzioni "atlantiche" (francese e americana),  che affermeranno i diritti del popolo spodestando l'aristocrazia e portando al potere la borghesia. La Francia portò con la forza la rivoluzione anche in Italia, cominciando dal Piemonte con la prima campagna napoleonica del 1796; il Piemonte viene inizialmente annesso nel 1798 e completamente accorpato alla Francia nel 1802. Il periodo napoleonico, pur togliendo l'indipendenza al Piemonte, portò anche a un rinnovo delle leggi, delle istituzioni e delle classi dirigenti. Napoleone aveva intenzione di francesizzare completamente il Piemonte, quindi i membri del consiglio comunale di Bruno vengono tutti sostituiti, viene adottato il francese come lingua per la corrispondenza ufficiale e viene utilizzato un nuovo calendario. In questo periodo Bruno fa prima parte del Dipartimento del Tanaro con sede ad Asti, per poi passare, dopo l'abolizione di tale dipartimento, sotto il Departement de Montenotte, con "capoluogo" Incisa. Gli abitanti di Bruno si rifiutarono di partecipare alla rivolta contro i francesi capeggiata da Strevi avvenuta nel 1799, anche se mal sopportavano il nuovo regime, in particolare a causa delle nuove imposte emesse per il mantenimento delle truppe. La nuova amministrazione francese emetterà anche due decreti importanti per il benessere del territorio e dei cittadini, uno riguardo alla vaccinazione contro il vaiolo e l'altro per la forestazione del territorio a protezione dalle inondazioni.

### Simboli
Lo stemma e il gonfalone sono stati concessi con decreto del presidente della Repubblica del 24 aprile 2000.
Il gonfalone è un drappo di giallo.

## Società

### Evoluzione demografica
Abitanti censiti

### Etnie e minoranze straniere
Al 31 dicembre 2013, la popolazione straniera residente era di 33 persone.

## Amministrazione
Di seguito è presentata una tabella relativa alle amministrazioni che si sono succedute in questo comune.
| Periodo        | Periodo        | Primo cittadino       | Partito                                      | Carica  | Note  |
| -------------- | -------------- | --------------------- | -------------------------------------------- | ------- | ----- |
| 1º luglio 1985 | 22 maggio 1990 | Francesco Garuzzo     | Partito Comunista Italiano                   | Sindaco | [ 8 ] |
| 22 maggio 1990 | 24 aprile 1995 | Severino Bonzo        | Partito Socialista Italiano                  | Sindaco | [ 8 ] |
| 24 aprile 1995 | 14 giugno 1999 | Franco Muzio          | Federazione dei Verdi                        | Sindaco | [ 8 ] |
| 14 giugno 1999 | 14 giugno 2004 | Franco Muzio          | lista civica                                 | Sindaco | [ 8 ] |
| 14 giugno 2004 | 8 giugno 2009  | Giuseppe Mario Adorno | unione civica                                | Sindaco | [ 8 ] |
| 8 giugno 2009  | 26 maggio 2014 | Manuela Bo            | lista civica                                 | Sindaco | [ 8 ] |
| 26 maggio 2014 | 26 maggio 2019 | Manuela Bo            | lista civica Bruno per tutti                 | Sindaco | [ 8 ] |
| 26 maggio 2019 | in carica      | Manuela Bo            | lista civica Bruno per tutti tutti per Bruno | Sindaco | [ 8 ] |